# Королёв, Евгений Александрович
Евге́ний Алекса́ндрович Королёв (род. 1 октября 1949, Москва, РСФСР, СССР) — русско-германский пианист.
Учился в Центральной музыкальной школе у Анны Артоболевской, брал уроки у Генриха Нейгауза и Марии Юдиной. Окончил Московскую консерваторию, где учился сначала у Льва Оборина, а затем у Льва Наумова. В 1976 г. женился на македонской пианистке Люпке Хаджигеоргиевой и уехал из СССР в Югославию. С 1978 г. преподаёт в Гамбургской Высшей школе музыки. Среди его учеников — Анна Винницкая, Адам Лялум, Хуберт Рутковски, Степан Симонян, Варвара Непомнящая, Иван Рудин, Светлана Беляковская и др. В 1977 г. стал победителем Международного конкурса пианистов имени Клары Хаскил, завоёвывал также призы и награды на других международных конкурсах, в том числе на международном Конкурсе им. И. С. Баха в Лейпциге, Германия (3 премия), Конкурсе пианистов им. Вана Клиберна в Форт-Уэрте, США (5 премия), и на Конкурсе пианистов им. И. С. Баха в Торонто, Канада (3 премия).
Наиболее широкое признание Королёв получил как исполнитель произведений Иоганна Себастьяна Баха: в 17-летнем возрасте он выступил в Москве с концертом, в ходе которого исполнил целиком «Хорошо темперированный клавир». Уже в Германии он осуществил записи «Хорошо темперированного клавира», «Искусства фуги», Гольдберг-вариаций и других произведений Баха, получившие высокую оценку критики и специалистов: Дьёрдь Лигети, в частности, заявил, что если бы ему позволили взять с собой на необитаемый остров только одно музыкальное произведение, то он выбрал бы Баха в исполнении Королёва. Среди других записей Королёва — «Времена года» Чайковского, произведения Гайдна, Шуберта, Дебюсси, Прокофьева, Мессиана, Лигети и др.
Нередко выступает в дуэте с женой как Klavierduo Koroliov.